# ドイツ・ブンデスリーガ1967-1968
フースバル・ブンデスリーガ 1967-1968 はドイツサッカー協会 (DFB) によって開催された男子全国最上位リーグの第5シーズン目である。1.FCニュルンベルクが優勝し、9回目のドイチャー・フースバルマイスターの座に就いた。

## 概要
マックス・メルケル監督に率いられた1．FCニュルンベルクが優勝し、自身が持つドイチャーマイスター回数最多記録を9回にまで伸ばした。これが1.FCNにとって20世紀最後のメジャータイトルであり、DFBポカール2006-2007優勝まで、長い低迷期に突入する。17位カールスルーアーSCと18位ボルシア・ノインキルヒェンがフースバル・レギオナルリーガに降格、得点王は1.FCケルンのハンネス・レーア、27得点。
今シーズンから選手交代が認められた。最初に交代でピッチに送り出された選手はハンブルガーSVのGKウズジャン・アルコチュで、第1節ヴェルダー・ブレーメン戦の前半20分にエアハルト・シュヴェリンとの交代で投入された。。

## 順位表[4]
| 順 | チーム                               | 試 | 勝 | 分 | 敗 | 得 | 失 | 得率  | 点 | 出場権または降格                            |
| -- | ------------------------------------ | -- | -- | -- | -- | -- | -- | ----- | -- | ------------------------------------------- |
| 1  | 1.FCニュルンベルク (C)               | 34 | 19 | 9  | 6  | 71 | 37 | 1.919 | 47 | UCC出場                                     |
| 2  | ヴェルダー・ブレーメン               | 34 | 18 | 8  | 8  | 68 | 51 | 1.333 | 44 |                                             |
| 3  | ボルシア・メンヒェングラートバッハ   | 34 | 15 | 12 | 7  | 77 | 45 | 1.711 | 42 |                                             |
| 4  | 1.FCケルン                           | 34 | 17 | 4  | 13 | 68 | 52 | 1.308 | 38 | CWC出場                                     |
| 5  | FCバイエルン・ミュンヘン             | 34 | 16 | 6  | 12 | 68 | 58 | 1.172 | 38 |                                             |
| 6  | アイントラハト・フランクフルト       | 34 | 15 | 8  | 11 | 58 | 51 | 1.137 | 38 | ICFC出場                                    |
| 7  | MSVデュイスブルク                    | 34 | 13 | 10 | 11 | 69 | 58 | 1.190 | 36 |                                             |
| 8  | VfBシュトゥットガルト                | 34 | 14 | 7  | 13 | 65 | 54 | 1.204 | 35 |                                             |
| 9  | アイントラハト・ブラウンシュヴァイク | 34 | 15 | 5  | 14 | 37 | 39 | 0.949 | 35 |                                             |
| 10 | ハノーファー96                       | 34 | 12 | 10 | 12 | 48 | 52 | 0.923 | 34 | ICFC出場                                    |
| 11 | アレマニア・アーヘン                 | 34 | 13 | 8  | 13 | 52 | 66 | 0.788 | 34 |                                             |
| 12 | TSV1860ミュンヘン                    | 34 | 11 | 11 | 12 | 55 | 39 | 1.410 | 33 | ICFC出場                                    |
| 13 | ハンブルガーSV                       | 34 | 11 | 11 | 12 | 51 | 54 | 0.944 | 33 | ICFC出場                                    |
| 14 | ボルシア・ドルトムント               | 34 | 12 | 7  | 15 | 60 | 59 | 1.017 | 31 |                                             |
| 15 | FCシャルケ04                         | 34 | 11 | 8  | 15 | 42 | 48 | 0.875 | 30 |                                             |
| 16 | 1.FCカイザースラウテルン             | 34 | 8  | 12 | 14 | 39 | 67 | 0.582 | 28 |                                             |
| 17 | ボルシア・ノインキルヒェン (R)       | 34 | 7  | 5  | 22 | 33 | 93 | 0.355 | 19 | フースバル・レギオナルリーガ1968–1969に降格 |
| 18 | カールスルーアーSC (R)               | 34 | 6  | 5  | 23 | 32 | 70 | 0.457 | 17 | フースバル・レギオナルリーガ1968–1969に降格 |

## 観客動員数[7]
|      | クラブ                               | 合計      | 平均   |
| ---- | ------------------------------------ | --------- | ------ |
| 01.  | 1.FCニュルンベルク                   | 632.962   | 37.233 |
| 02.  | VfBシュトゥットガルト                | 441.131   | 25.948 |
| 03.  | ハノーファー96                       | 393.452   | 23.144 |
| 04.  | 1.FCケルン                           | 375.903   | 22.111 |
| 05.  | FCバイエルン・ミュンヘン             | 372.721   | 21.924 |
| 06.  | ボルシア・ドルトムント               | 371.910   | 21.877 |
| 07.  | ボルシア・メンヒェングラートバッハ   | 356.310   | 20.959 |
| 08.  | FCシャルケ04                         | 356.137   | 20.949 |
| 09.  | アイントラハト・フランクフルト       | 355.719   | 20.924 |
| 10.  | ヴェルダー・ブレーメン               | 353.772   | 20.810 |
| 11.  | 1860ミュンヘン                       | 333.395   | 19.611 |
| 12.  | カールスルーアーSC                   | 324.324   | 19.077 |
| 13.  | ハンブルガーSV                       | 315.517   | 18.559 |
| 14.  | アレマニア・アーヘン                 | 287.162   | 16.891 |
| 15.  | MSVデュイスブルク                    | 260.341   | 15.314 |
| 16.  | アイントラハト・ブラウンシュヴァイク | 245.298   | 14.429 |
| 17.  | 1.FCカイザースラウテルン             | 212.322   | 12.489 |
| 18.  | ボルシア・ノインキルヒェン           | 159.132   | 09.360 |
| 総計 | 総計                                 | 6.147.508 | 20.089 |

## 得点ランキング[8]
| 順位 | 国籍         | 選手                                            | クラブ                             | 得点数 |
| ---- | ------------ | ----------------------------------------------- | ---------------------------------- | ------ |
| 1    | 西ドイツの旗 | ハンネス・レーア                                | 1.FCケルン                         | 27     |
| 2    | 西ドイツの旗 | フランツ・ブルンス                              | 1.FCニュルンベルク                 | 25     |
| 3    | 西ドイツの旗 | ヘアバート・ラウメン                            | ボルシア・メンヒェングラートバッハ | 19     |
| 3    | 西ドイツの旗 | ゲアト・ミュラー                                | FCバイエルン・ミュンヒェン         | 19     |
| 3    | 西ドイツの旗 | ペーター・マイアー (1940年生まれのサッカー選手) | ボルシア・メンヒェングラートバッハ | 19     |
| 3    | 西ドイツの旗 | ライナー・オールハウザー                        | FCバイエルン・ミュンヘン           | 19     |

## 1. FCニュルンベルクのマイスターマンシャフト[9]
| 1.          | 1. FCニュルンベルク |
| FC Nürnberg | - GK: ギュラ・トート (1941年生まれのサッカー選手) (1試合/0得点), ローラント・ヴァープラ (34/0) - DF: ホースト・ブランケンブアク (0/0), カール＝ハインツ・フェアシュル (32/4), ヘルムート・ヒルパート (サッカー選手) (4/0), ホースト・ロイポルト (34/1), ルートヴィヒ・ミュラー (サッカー選手) (33/1), フリッツ・ポップ (サッカー選手) (32/0), フェアディナント・ヴェーナウアー (34/0) - MF: クラウス=ユアゲン・ブラウン (0/0), ズヴェズダン・チェビナツ (33/3), フーバート・シェル (3/0), アオゴスト・シュタレク (24/5) - FW: フランツ・ブルンス (34/25), ハインツ・ミュラー (1943年生まれのサッカー選手) (29/2), ハインツ・シュトレール (c) (33/18), ゲオーク・フォルカート (33/9) - 監督: マックス・メアケル |

## 移籍市場

### 1. FCニュルンベルク
今季成績： 1位, 監督： マックス・メアケル, 1966/67: 10位
| 入団 | - ズヴェズダン・チェビナツ, 33-3, PSV - アウグスト・シュタレク, 24-5, ラピート・ヴィーン - ホアスト・ブランケンブアク, 出場なし, VfLハイデンハイム - クラウス=ユアゲン・ブラウン, 出場なし, SpVggエアケンシュヴィック - アドルフ・ルッフ, 出場なし, アマチュアから昇格 - エヴァルト・シェフナー, 出場なし, ユーゲントから昇格 |
| 退団 | - ラインホルト・アーデルマン, マンフレート・グライフ, タッソ・ヴィルト, ヘルタBSC, RLベルリン - グスタフ・フラッヒェネッカー, SpVggフュルト, RLズュート - エートヴィン・プレイスラー, SVヴァルトホフ・マンハイム, RLズュート - ホアスト＝ディーター・シュトリヒ, FCバイエルン・ホーフ, ズュート - シュテファン・ライシュ, FCザマックス - ヘアベアト・レナー, FCザンクト・ガレン - ヨヴァン・ミラディノヴィッチ, 詳細不明 - ハイニ・ミュラー, 現役引退 |

### SVヴェルダー・ブレーメン
今季成績： 2位, 監督： ギュンター・ブロッカー (-1967.9.4),  →フリッツ・ランナー (1967.9.5-), 1966/67: 16位
| 入団 | - ベアント・ルップ, 33-10, ボルシア・メンヒェングラートバッハ, BL - ベアント・シュミット, 12-1, KSVヘッセン・カッセル, RLズュート - ホアスト・シャウプ, 出場なし, KSVヘッセン・カッセル, RLズュート - カール・ロヴェーク, 4-0, KSVヘッセン・カッセル, RLズュート |
| 退団 | - カーステン・バウマン (1946年生まれのサッカー選手), ヘアベアト・シュレーダー (サッカー選手), VfLオスナブリュック, RLノルト - ヴォルフガン・ボーアデル (サッカー選手), 1. FCフェニックス・リューベック, RLノルト - マンフレート・ポートリヒ, プロイセン・ミュンスター, RLヴェスト - ゲアハート・トイペル, SCコンコルディア・ハンブルク, RLノルト - ヘルムート・ヤギエルスキ, クラウス・ランバーツ, クラウス・マティシャク, アマチュア降格 |

### ボルシア・メンヒェングラートバッハ
今季成績： 3位, 監督： ヘネス・ヴァイスヴァイラー, 1966/67: 8位
| 入団 | - クラウス・アッカーマン, 32-7, プロイセン・ミュンスター, RLヴェスト - ペーター・ディートリヒ (サッカー選手), 32-1, ロート=ヴァイス・エッセン, BL降格組 - ペーター・マイアー (1940年生まれのサッカー選手), 18-19, フォルトゥナ・デュッセルドルフ, BL降格組 - エアヴィン・クレマース, 5-1, ユーゲントから昇格 - ヘルムート・クレマース, 2-0, ユーゲントから昇格 - クラウス・ヴィンクラー (サッカー選手), 4-0, ユーゲントから昇格 - ディーター・バウマン, クラウス=ヴィリ・バウマンス, カール・ランガー, ゲアト・ピットシャイト, 出場なし |
| 退団 | - ヴラディミル・ドゥルコヴィッチ, ASサン=テティエンヌ - ゲアハート・エルファート, アイントラハト・ブラウンシュヴァイク - ユップ・ハインケス, ハノーファー96 - ベアント・ルップ, ヴェルダー・ブレーメン - ハインツ・ロヴィン, VVV - アーノ・エアンスト, フォルトゥナ・ヘレーン - ハインツ＝ヴィリ・ラスマンス, SCオペル・リュッセルスハイム, RLズュート - アルバート・ヤンゼン, 現役引退 - ヴァルター・ヴィマー (サッカー選手), アマチュア復帰                                                                                           |

### 1. FCケルン
今季成績： 4位 監督： ヴィリー・ムルトハウプ, 1966/67: 7位
| 入団 | - ハインツ・ジメット, 31-3, ロート=ヴァイス・エッセン, BL降格組 - カール=ハインツ・リュール, 28-13, MSVデュイスブルク, BL - ラインハート・ロダー, 11-0, SCゲッティンゲン05, RLノルト - ディートマー・ミュアター, 2-0, SCゲッティンゲン05, RLノルト - ベアンハート・ヘアメス, 1-0, アマチュアから昇格 - パウル・ハイエレス, 出場なし, アマチュアから昇格 |
| 退団 | - ローゲル・マグヌソン, ユヴェントスFC - ハンス・シュトゥルム (サッカー選手), ヴィクトリア・ケルン, RLヴェスト - ハンス=ユアゲン・クラインホルツ, VfRノイス, RLヴェスト - ペーター・シュリュッセル, フォルトゥナ・デュッセルドルフ, RLヴェスト - フランツ=ペーター・ノイマン, フィテッセ                                                                |

### FCバイエルン・ミュンヘン
今季成績： 5位, 監督： ズラトコ・チャイコフスキ, 1966/67: 6位
| 入団 | - グスタフ・ユン (サッカー選手), 21-4, ESVインゴルシュタット, ALバイエルン - ホアスト・シャウス, 6-1, 1. FCザールブリュッケン, RLズュートヴェスト - ヘアベアト・シュテックル, 3-0, SpVggヘリオス・ミュンヘン - ヘルムート・シュミット, 3-0, アマチュアから昇格 - カール・ドイアーリン, 1-0, アマチュアから昇格 - ズヴォンコ・ベゴ, 出場なし, NKハイデュク・スプリト |
| 退団 | - カール=ハインツ・ボルッタ (1935年生まれのサッカー選手), 現役引退 - ヤーコプ・ドレーシャー, FKピルマゼンス, RLズュートヴェスト - ルドルフ・グロッサー, BSCヤング・ボーイス - アドルフ・クンストヴァドル, FCヴァッカー・ミュンヘン, ALバイエルン - ギュンター・ナスダッラ, フォルトゥナ・デュッセルドルフ, RLヴェスト - ゲアハート・ヴェルツ, 1. FCザールブリュッケン, RLズュートヴェスト - ズヴォンコ・ベゴ, FCトゥヴェンテ, シーズン途中の移籍 - アントン・ヴチュコフ, 詳細不明 - シュテファン・バツァク, 詳細不明 |

### アイントラハト・フランクフルト
今季成績： 6位, 監督： エレク・シュヴァーツ, 1966/67: 4位
| 入団 | - ハンス・ティルコフスキ, 26-0, ボルシア・ドルトムント, BL - ベアント・ヘルツェンバイン, 11-2, アマチュアから昇格 - ベアント・ニッケル, 9-3, アマチュアから昇格 - ギュンター・カイフラー, 8-1, VfLマールブルク/ユーゲント - ヘアマン・=ディーター・ベルット, 6-0, VfLヴォルフスブルク, RLノルト - フリーデル・ルッツ, 3-0, TSVミュンヘン1860, BL |
| 退団 | - ディーター・クラフチュク, ヘルタBSC, RLベルリン - ユアゲン・ケスパー, SVヴィースバーデン, RLズュート - マンフレート・マッテス, ザール05ザールブリュッケン, RLズュートヴェスト - ヘアマン・ヘーファー, Sportinvalide - エゴン・ロイ, 現役引退                                                                                                   |

### MSVデュイスブルク
今季成績： 7位, 監督： ギュラ・ローラーント → ヘアマン・エッペンホフ, 1966/67: 11位
| 入団 | - ホアスト・ヴィルト, 31-10, カールスルーアーSC, BL - ライナー・ブッデ (サッカー選手), 28-16, フォルトゥナ・デュッセルドルフ, BL降格組 - エアヴィン・コステデ, 19-5, SCプロイセン・ミュンスター, RLヴェスト - ベアント・レーマン (サッカー選手), 15-2, アマチュアから昇格 - クアト・レットコフスキ, 6-0, TuRaベルクホーフェン/ユーゲント - ユアゲン・コファルスキ, 5-0, アマチュアから昇格 - ディートマー・リンダース, 3-0, バイヤー05ユルディンゲン, フェアバンツリーガ・ニーダーライン - ベアント・ホフマン, 2-0, アマチュアから昇格 |
| 退団 | - ヴェアナー・クレマー (サッカー選手), ハンブルガーSV, BL - カール＝ハインツ・リュール, 1. FCケルン, BL - リュディガー・ミールケ, SGヴァッテンシャイト09, フェアバンツリーガ・ヴェストファーレン, Gr. 2 - エーリヒ・シュタウデ, SpVggフィヒテ・ビーレフェルト - ベアント・ベッカー (サッカー選手), SGアイントラハト・ゲルゼンキルヒェン, RLヴェスト - ギュンター・プロイス (サッカー選手), 現役引退 |

### VfBシュトゥットガルト
今季成績： 8位, 監督： グンター・バウマン (サッカー選手) →ルディ・グーテンドーフ & アルバート・ジン, 1966/67: 12位
| 入団 | - マンフレート・ヴァイトマン, 15-2, アマチュアから昇格 - ホアスト・ハウク, 14-4, シュトゥットガルター・キッカース, RLズュート - ディーター・フェラー, 10-0, SCプロイセン・ミュンスター, RLヴェスト - ハンス=ディーター・コッホ (サッカー選手), 6-0, アマチュアから昇格 - マンフレート・ゲアトナー (1940年生まれのサッカー選手), 4-0, 1. FCザールブリュッケン, RLズュートヴェスト - ゲアハート・ハインツェ, 3-0, ユーゲントから昇格 - ギュンター・アイゼレ, 2-0, アマチュアから昇格 - ローラント・ヴァイドレ, 1-0, アマチュアから昇格 |
| 退団 | - ジークフリート・ベーリンガー, マンフレート・ライナー, シュトゥットガルター・キッカース, RLズュート - ハンス＝オットー・ペータース, FCビール=ビエンヌ - エーバーハート・プフィステラー, FCバーデン - ヴェアナー・プファイファー (サッカー選手), VfRハイルブロン, ALノルトヴュルテンベルク - ロルフ・ガイガー, 現役引退 - エアヴィン・ヴァルトナー, TBネッカーハウゼン |

### アイントラハト・ブラウンシュヴァイク
今季成績： 9位, 監督： ヘルムート・ヨハンゼン, 1966/67: 1位
| 入団 | - ホアスト・ベアク, 30-3, SVザール05ザールブリュッケン, RLズュートヴェスト - ゲアハート・エルファート, 22-3, ボルシア・メンヒェングラートバッハ, BL - ヤロ・デッペ, 4-0, アマチュアから昇格 - ブアクハート・エーラー, 3-0, VfBパイネ           |
| 退団 | - ヴォルフ＝リュディガー・クラウゼ, VfLヴォルフスブルク, RLノルト - ヴェアナー・リナス, 1. FCシュヴァインフルト05, RLズュート - ヴォルフガン・マッツ (サッカー選手), フォルトゥナ・デュッセルドルフ, RLヴェスト - ハンス・イェッカー, 現役引退 |

### ハノーファー96
今季成績： 10位, 監督： ホースト・ブーツ (-1968.2.12);  →カール＝ハインツ・ミュールハウゼン (1968.2,13-), 1966/67: 9位
| 入団 | - ハンス＝ヨーゼフ・ヘリンラート, 33-0, フォルトゥナ・デュッセルドルフ, BL降格組 - ユップ・ハインケス, 29-10, ボルシア・メンヒェングラートバッハ, BL - ヨシップ・スコブラル, 21-9, オランピック・ドゥ・マルセイユ - ベアント・ヘルムシュロート, 10-0, アマチュアから昇格 - ヴィルフリート・アーネフェルト, 7-1, アマチュアから昇格 - ノアベアト・イアテル, 2-1, アマチュアから昇格                                           |
| 退団 | - シュテヴァン・ベナ, オークランド・クリッパーズ - カール＝ハインツ・エシュ, フェニックス・リューベック, RLノルト - ヴィンフリート・ミットロフスキ, アルミニア・ハノーファー, RLノルト - ウド・ニクス (サッカー選手), FCザンクト・パオリ, RLノルト - カール＝ハインツ・ミュールハウゼン, 現役引退; アシスタントコーチ就任 - ゲオルク・ケラーマン (サッカー選手), 現役引退 - フレート・ハイザー, ボードー・フックス, 詳細不明 |

### アレマニア・アーヘン
入団 11位, 監督： ミヒャエル・プファイファー (サッカー選手), 1966/67: BL昇格組
| 入団 | - カール＝ハインツ・ベヒマン, 31-3, FCシャルケ04, BL - カール＝ハインツ・クロット, 25-7, エシュヴァイラーSG, ALミッテルライン - オラシオ・トロチェ, 24-0, CAセロ - フアン・カルロス・ボルテイロ, 1-0, バルセロナSC - ラインホルト・シュトラウス, 1-0, フォルトゥナ・デュッセルドルフ, BL降格組 - ギュンター・クノプス, 1-0, アマチュアから昇格 - ヴォルフガン・クレックナー, 1-0, レイターSV, ALニーダーライン |
| 退団 | - ゲラルト・エンゼン, SGヴュルム=ベーク - ヴィリ・クリーガー, ボナーSC, ALミッテルライン - フランツ＝ヨーゼフ・ナッケン, SVヴィクトリア・アルスドルフ - マンフレート・オッタ, VfBボットロプ, RLヴェスト - ペーター・ライター (1937年生まれのサッカー選手), ファースト・ヴィエナFC1894 |

### TSVミュンヘン1860
今季成績： 12位, 監督： アルバート・ジン → グンター・バウマン (サッカー選手), 1966/67: 2位
| 入団 | - ホアスト・シュミット (1948年生まれのサッカー選手), 15-2, アマチュアから昇格 - ハンス＝ギュンター・クロート, 15-0, ユーゲントから昇格 - ヴォルフガン・レックス, 4-0, FCグンデルフィンゲン - ハンス・シュミット (サッカー選手), 3-0, SVシュヴァルツ=ヴァイス・ミュンヘン, ベツィルクスリーガ・オーバーバイエルン・ズュート - アントン・ギークル (サッカー選手), 1-0, SCオルヒンク - マックス・ライヒェンベアガー, 出場なし, アマチュアから昇格 - ペーター・ホーアヌン (サッカー選手), 出場なし, アマチュアから昇格 - ペーター・キッテル (サッカー選手), 出場なし, SVウンタープファッフェンホーフェン |
| 退団 | - ティモ・コニーツカ, FCヴィンタートゥール - ヴォルフガン・ファーリアン, フォルトゥナ・デュッセルドルフ, RLヴェスト - フリーデル・ルッツ, アイントラハト・フランクフルト, BL |

### ハンブルガーSV
今季成績： 13位, 監督： クアト・コッホ (サッカー選手) → ヨーゼフ・シュナイダー (1914年生まれのサッカー選手), 1966/67: 14位
| 入団 | - アルコク・ウズジャン, 32-0, FKアウストリア・ヴィーン - ヴェアナー・クレマー (サッカー選手), 30-7, MSVデュイスブルク, BL - フランツ＝ヨーゼフ・ヘニヒ, 20-8, ホルシュタイン・キール, RLノルト - ハインツ・リブダ, 10-1, GVAVラピディタス |
| 退団 | - マンフレート・ポールシュミット, FCシャルケ04, BL - ハリー・ベーレ, HSVバルンベク=ウーレンホルスト, RLノルト - エルマー・マイ, Sportinvalide                                                                                             |

### ボルシア・ドルトムント
今季成績： 14位, 監督： ハインツ・ムーアッハ (-1968.4.10) →オスヴァルト・プファウ (1968.4.18-), 1966/67: 3位
| 入団 | - ヴェアナー・ケッダーマン, 5-0, 下部組織 - クラウス・ブラケルマン, 4-0, プロイセン・ミュンスターのユーゲント - ヨーゼフ・ホーフマイスター (サッカー選手), 3-1, SVシュトックステット - ホアスト・コシュミーダー, 出場なし, 下部組織 |
| 退団 | - ハンス・ティルコフスキ, アイントラハト・フランクフルト, BL - ローター・ガイスラー (サッカー選手), TuSエフィンク=リンデンホルスト (監督として) - ヴィリバルト・ミクラシュ, SSVロイトリンゲン, RLズュート                           |

### FCシャルケ04
今季成績： 15位, 監督： カール＝ハインツ・マロツケ (-1967.11.13) →ギュンター・ブロッカー (1967.11.18-), 1966/67: 15位
| 入団 | - マンフレート・ポールシュミット, 30-11, ハンブルガーSV, BL - ヘアベアト・ヘーブシュ, 31-0, SVロットハウゼン/ユーゲント - ハンス＝ユアゲン・ヴィットカンプ, 26-12, SpVggヘルテン, ALヴェストファーレン, Gr. 1 - ヘアマン・エアルホフ, 21-2, TSVマール=ヒュルス, RLヴェスト - ヴァルデマー・スロミアニー, 18-1, グールニク・ザブジェ - ヘリバート・ディットリヒ, 4-0, ユーゲントから昇格 |
| 退団 | - カール＝ハインツ・ベヒマン, アレマニア・アーヘン, BL - ギュンター・ヘアマン (1939年生まれのサッカー選手), カールスルーアーSC, BL - ハンス=ペーター・キアヒヴェーム, ヴッパーターラーSV, RLヴェスト - アルフレート・ピュカ, エアヴィン・コルベ, SCヴェストファリア・ヘルネ, RLヴェスト - エゴン・ラマ, 現役引退 - クアト・ヴァシュク, ヴッパーターラーSV, RLヴェスト                   |

### 1. FCカイザースラウテルン
今季成績： 16位, 監督： オットー・クネフラー (-1968.3.4) →エゴン・ピエヒャチェク (1968.3.5-), 1966/67: 5位
| 入団 | - ハインツ＝ディーター・ハーゼブリンク, 34-7, ロート=ヴァイス・エッセン, BL降格組 - ゲアト・ロッゲンザック, 32-10, アルミニア・ビーレフェルト, RLヴェスト - ベアント・ヴィントハウゼン, 24-4, SpVggフュルト, RLズュート - ハインツ＝ディーター・ハンジン, 15-0, アルミニア・ハノーファー, RLノルト - エアンスト・ディール (サッカー選手), 14-0, ユーゲント/アマチュアから昇格 - フォルカー・クライン, 6-0, アマチュアから昇格 - ヘアマン・ゾイエツ, 2-0, アマチュアから昇格 - ヴェアナー・フクス (サッカー選手), 1-0, アマチュアから昇格 - ヨーゼフ・シュタベル, 1-0, VfBポスト・ピルマゼンス/ユーゲント - ヨーゼフ・ピーアルン, 出場なし, FCミュンフヴァイラー/ユーゲント |
| 退団 | - ハーアルト・ブラナー, SSVロイトリンゲン, RLズュート - ヴィリ・コストレファ, TuSノイエンドルフ, RLズュート - ヴォルフラム・カミンケ, デトロイト・クーガーズ - ヴィリ・ヴレンガー, セントルイス・スターズ - エックハート・クラウツン, FCツューリヒ - ゲアハート・シュトゥンプフ, マンフレート・ベッカー (1940年12月生まれのサッカー選手), アマチュア降格 |

### ボルシア・ノインキルヒェン
今季成績： 17位, 監督： ジェリコ・チャイコフスキ, 1966/67: BL昇格組
| 入団 | - フーゴー・ウルム, 27-1, FCフェニックス・ベルハイム, RLズュートヴェスト - ユアゲン・ローヴェーダー, 22-0, ザール05ザールブリュッケン, RLズュートヴェスト - ユアゲン・フーアマン (サッカー選手), 17-0, ユーゲントから昇格 - ヴェアナー・マーティン (1949年生まれのサッカー選手), 14-0, SVヘラス・ビルトシュトック/ユーゲント - ユアゲン・ミューラー (1950年生まれのサッカー選手), 9-0, ユーゲントから昇格 - ディーター・シュミット (1947年生まれのサッカー選手), 8-0, アマチュアから昇格 - ゲアト・シュライ, 1-0, ユーゲントから昇格 |
| 退団 | - ギュンター・ハイデン, FSVフランクフルト, RLズュート - エアヴィン・グロート, 現役引退 - アヒム・メルヒャー, 1. FCゾーベルンハイム - ペーター・ウツィヒ, SCフリードリヒスタール, RLズュートヴェスト |

### カールスルーアーSC
今季成績： 18位, 監督： パウル・フランツ (サッカー選手) (-1967.10.24);  →ゲオルク・ガフリチェク (1967.10.25-1968.2.8); →ヘアベアト・ヴィートマイアー (1968.2.9 - 2.18); →ベアンハート・テアマト (1968.2.19-), 1966/67：13位
| 入団 | - クラウス・スラティナ, 29-1, SpVggフュルト, RLズュート - ギュンター・ヘアマン (1939年生まれのサッカー選手), 24-5, FCシャルケ04, BL - ジェラール・オセ, 28-1, RCストラスブール - ユアゲン・リュニオ, 21-0, アイントラハト・ゲルゼンキルヒェン, RLヴェスト - ダーヴィト・シャウ, 20-0, アマチュアから昇格 - ハインツ・シュロット, 13-3, アマチュアから昇格 - ヴェアナー・ヘースル, 10-0, アマチュアから昇格 - ルッツ・シュトライテンビュアガー, 7-0, VfRマンハイム, RLズュート - ヘアベアト・ライフ, 2-0, アマチュアから昇格 - ロルフ・アッカーマン (サッカー選手), 1-0, アマチュアから昇格 - ギュンター・クンツ, 1-0, アマチュアから昇格 - ハインツ・シュナイダー (1947年生まれのサッカー選手) 1-0, アマチュアから昇格 - クラウス・ギュンター (サッカー選手), 出場なし, BSGヒェミー・ライプツィヒ, 東ドイツから亡命・一年間出場禁止 |
| 退団 | - ホアスト・ヴィルト, MSVデュイスブルク, BL - ドラゴスラヴ・シェクララツ, セントルイス・スターズ - ホアスト=ディーター・ベアキン, SCゲッティンゲン05, RLノルト - ラース・グランストレム, マルメFF - ハンス＝ペーター・ランパート, アルミニア・ハノーファー, RLノルト - ヴァルター・ラウ (サッカー選手), SpVggフュルト, RLズュート - フリートヘルム・シュトルツェルチュク, バイヤー04レヴァークーゼン, RLヴェスト - エーリヒ・ヴォルフ (サッカー選手), FSVフランクフルト, RLズュート - ヴォルフラム・ベーニ, アマチュア降格 - ホアスト・ザイダ, アマチュア降格 - グスタフ・ヴィットラチル, カールスルーアーFV |

## 主審[10]
| 名前                                      | 生年月日   | 州協会             | 担当試合数 | 退場宣告数 |
| ----------------------------------------- | ---------- | ------------------ | ---------- | ---------- |
| ハインツ・アルディンガー                  | 1933-01-07 | ヴュルテンベルク   | 1          | 0          |
| ディートリヒ・バーゼドフ                  | 1930-07-17 | ハンブルク         | 2          | 0          |
| ギュンター・バウムゲアテル                | 1929-05-02 | ヴェストファーレン | 1          | 0          |
| アルフォンス・ベッツ                      | 1928-11-21 | バイエルン         | 6          | 0          |
| エートムント・ビーン                      | 1927-05-31 | ズュートヴェスト   | 1          | 0          |
| アルベート・ビンダー (審判員)             | 1928-07-05 | ヴュルテンベルク   | 6          | 0          |
| フェアディナント・ビヴェアジ              | 1934-06-24 | ザールラント       | 10         | 0          |
| ヘルムート・コンラート                    | 1929-05-10 | ザールラント       | 1          | 0          |
| エトガー・ドイシェル                      | 1920-10-04 | ズュートヴェスト   | 8          | 0          |
| ヴァルター・エシュヴァイラー              | 1935-09-20 | ミッテルライン     | 6          | 0          |
| ルドルフ・フリッケル                      | 1932-07-16 | バイエルン         | 1          | 0          |
| ヘルムート・フリッツ (審判員)             | 1923-10-19 | ズュートヴェスト   | 9          | 0          |
| オスヴァルト・フリッツ                    | 1925-04-10 | バーデン           | 6          | 0          |
| クアト・ハントヴェアカー                  | 1921-12-11 | バーデン           | 7          | 0          |
| ゲアト・ヘニヒ                            | 1935-04-24 | ニーダーライン     | 8          | 1          |
| ヨーゼフ・ヘンゼ                          | 1928-02-25 | ニーダーライン     | 1          | 0          |
| ハインツ＝ディーター・ヘアボート          | 1935-08-18 | ヘッセン           | 2          | 0          |
| ホアスト・ヘアデン                        | 1928-07-08 | ハンブルク         | 9          | 1          |
| フランツ・ホイマン                        | 1923-03-14 | バイエルン         | 7          | 0          |
| ヴィルフリート・ヒルカー                  | 1930-08-14 | ヴェストファーレン | 4          | 0          |
| ハンス・ヒッレブラント                    | 1935-06-12 | ニーダーライン     | 2          | 0          |
| ヴァルター・ホアストマン                  | 1935-08-28 | ニーダーザクセン   | 6          | 1          |
| ルディベアト・ヤコビ                      | 1927-12-23 | バーデン           | 4          | 0          |
| ルドルフ・クライトライン                  | 1919-11-14 | ヴュルテンベルク   | 9          | 1          |
| ギュンター・リン                          | 1935-03-16 | ラインラント       | 5          | 0          |
| カール＝ハインツ・マイラント              | 1931-08-04 | ブレーメン         | 2          | 0          |
| ヨハネス・マルカ                          | 1922-07-16 | ヴェストファーレン | 9          | 0          |
| カール・ニーマイアー (審判員)             | 1920-08-29 | ミッテルライン     | 5          | 0          |
| クラウス・オームゼン                      | 1935-10-16 | ハンブルク         | 9          | 0          |
| アルフレート・オット                      | 1934-06-19 | ラインラント       | 9          | 0          |
| カール＝ハインツ・ピッカー                | 1928-09-26 | ハンブルク         | 1          | 0          |
| ハンス・ラーダーマッハー (審判員)         | 1921-03-04 | ミッテルライン     | 8          | 0          |
| ヤン・レーデルフス                        | 1935-08-20 | ニーダーザクセン   | 8          | 0          |
| エーリヒ・ライル                          | 1921-12-08 | 不明               | 4          | 0          |
| エーヴァルト・レーゲリー                  | 1934-03-17 | ベルリン           | 7          | 0          |
| カール・リーク                            | 1929-11-15 | バイエルン         | 8          | 1          |
| エルマー・シェーファー (審判員)           | 1940-07-20 | ハンブルク         | 6          | 1          |
| ベアトホルト・シュミット (審判員)         | 1930-03-27 | ミッテルライン     | 6          | 1          |
| ルドルフ・シュライナー (審判員)           | 1920-12-13 | ヘッセン           | 10         | 0          |
| ゲアハート・シューレンブアク              | 1926-10-11 | ニーダーザクセン   | 9          | 1          |
| ブルーノ・シュルツ (審判員)               | 1934-05-13 | ベルリン           | 7          | 0          |
| ユアゲン・シューマン (審判員)             | 1940-05-02 | ラインラント       | 1          | 0          |
| ロルフ・ゼーカンプ                        | 1921-09-16 | ブレーメン         | 5          | 1          |
| フリッツ・ザイラー (1927年生まれの審判員) | 1927-08-14 | ヴュルテンベルク   | 8          | 1          |
| ハインツ・ジーベアト (審判員)             | 1925-08-02 | バーデン           | 9          | 0          |
| ゲアト・ジーペ                            | 1929-07-27 | ミッテルライン     | 6          | 1          |
| マックス・シュピンラー                    | 1920-09-10 | ズュートヴェスト   | 7          | 0          |
| エアヴィン・シュトゥーム (審判員)         | 1922-11-21 | ニーダーザクセン   | 6          | 0          |
| ヴィリ・ティーア                          | 1925-04-03 | ヴェストファーレン | 8          | 1          |
| クアト・チェンシャー                      | 1928-10-05 | バーデン           | 8          | 1          |
| ハンス・フォス (審判員)                   | 1928-08-10 | ヴェストファーレン | 3          | 0          |
| フランツ・ヴェンゲンマイアー              | 1926-03-14 | バイエルン         | 7          | 0          |
| ハンス＝ヨアヒム・ヴェイラント            | 1929-09-29 | ニーダーライン     | 8          | 0          |
| 通算:                                     | 通算:      | 通算:              | 306        | 13         |
| 出典: weltfussball.de                     |            |                    |            |            |